# Altheim ob Weihung

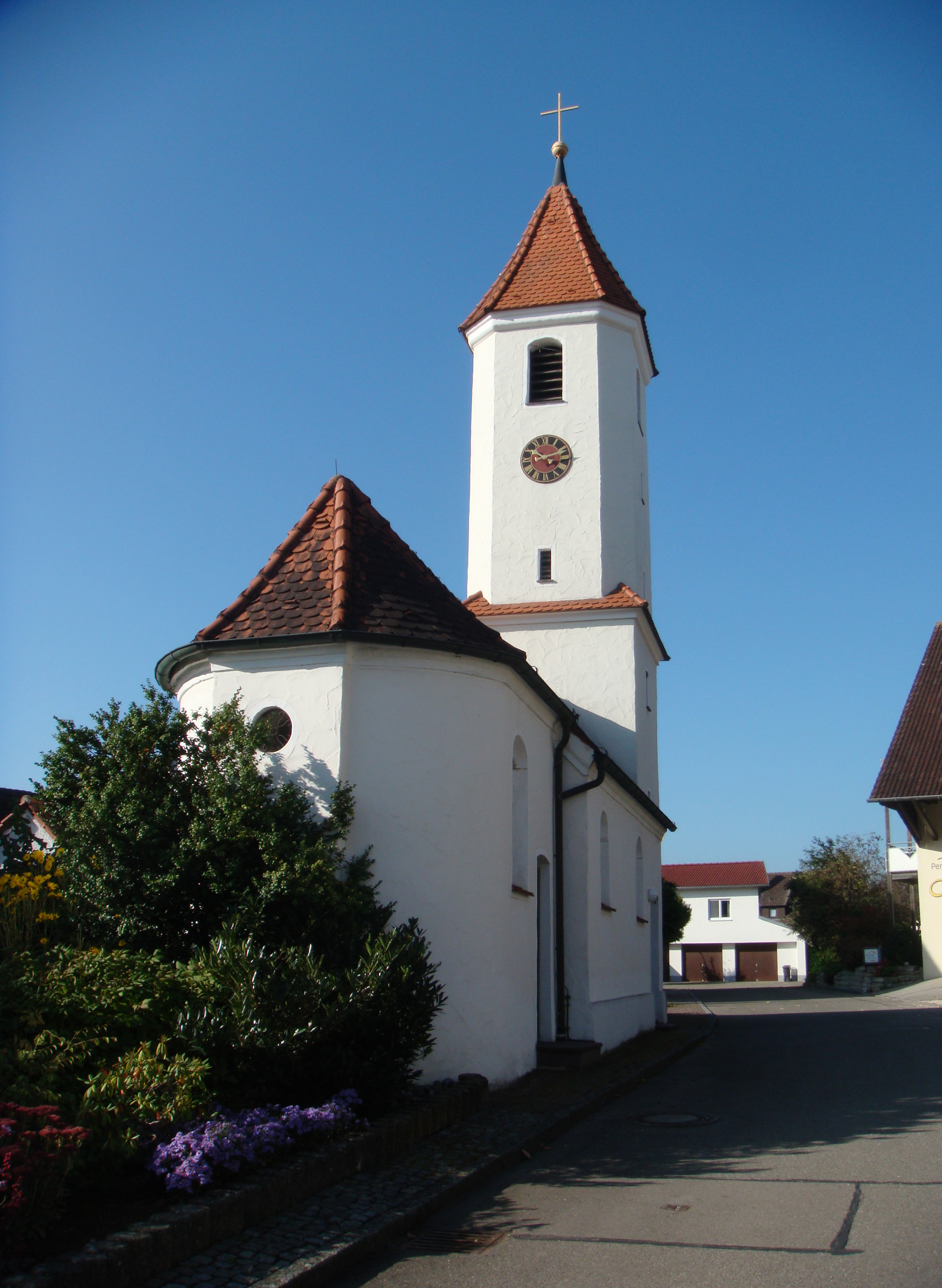
Kapelle St. Helena

Altheim ob Weihung ist ein Ortsteil der Gemeinde Staig im Alb-Donau-Kreis in Baden-Württemberg. Weihung ist der Name eines nahen Gewässers. Mit rund 1200 Einwohnern ist Altheim der größte Teilort der Gemeinde Staig.
Das Haufendorf wuchs nach dem Zweiten Weltkrieg durch ein Neubaugebiet mit Staig fast zusammen.

## Geschichte
Altheim wird 1194 erstmals überliefert. Schon 1194 besaß hier das Kloster Wiblingen Güter. Das Kloster brachte 1355 bis 1774 umfangreichen Besitz an sich, so dass vor 1800 den Grafen Fugger (vormals Grafschaft Kirchberg) zwei Drittel und dem Kloster Wiblingen ein Drittel der Grundherrschaft gehörte.
Das Hoch- und Niedergericht innerhalb des Etters stand seit 1775 den Grafen Fugger allein zu, während außerhalb des Etters auch das Kloster Wiblingen beteiligt war. Das Niedergericht übten beide Herrschaften über ihre Untertanen aus.
Altheim kam 1806 an Württemberg und gehörte zum Oberamt Wiblingen.
Kirchlich war Altheim stets Filiale der katholischen Pfarrgemeinde in Staig. Die evangelischen Einwohner gehören zur Gemeinde in Achstetten-Oberholzheim.

## Sehenswürdigkeiten
- Kapelle St. Helena, erbaut in der Mitte des 17. Jahrhunderts